# Muro de los pelasgos

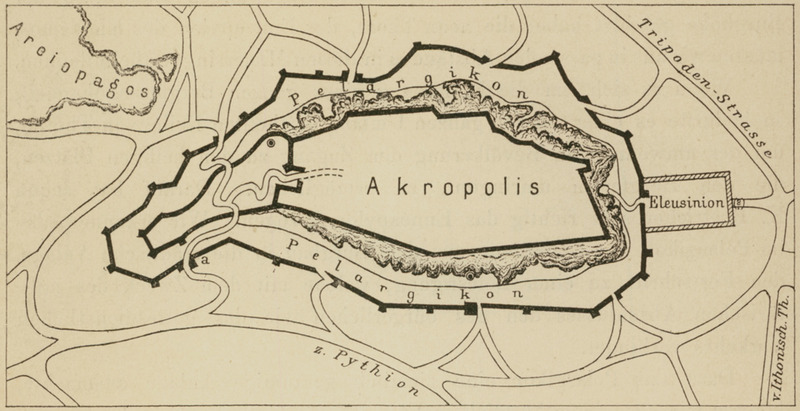
Boceto del curso del muro de los pelasgos.

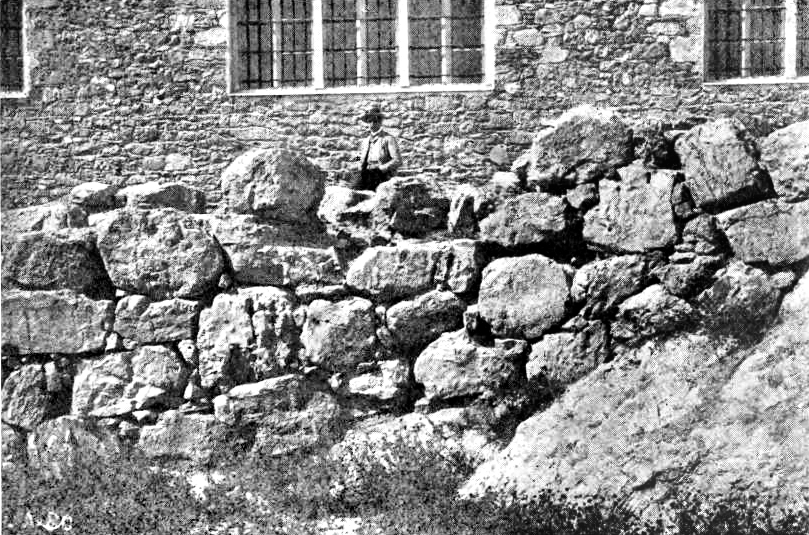
Muralla pelásgica en la cumbre de la Acrópolis, al sur del Museo Moderno

El Muro de los pelasgos, muralla pelásgica , fortaleza pelásgica o Eneapylon («nueve puertas») fue un monumento que se cree que fue construido por los pelasgos, después de nivelar la cima de la roca en la Acrópolis de Atenas. Tucídides y Aristófanes lo llaman "«Pelargikon»", "«Muralla o lugar de la cigüeña»", refiriéndose a la línea de muros al pie occidental de la Acrópolis. Durante la época de Tucídides, se dice que el muro tenía varios metros de altura con un gran fragmento visible de 6 metros de ancho situado al sur de los actuales Propileos de Atenas y cerca de la anterior puerta. Todavía se puede ver el biselado, pero los cimientos del muro están por debajo del nivel de la actual colina.

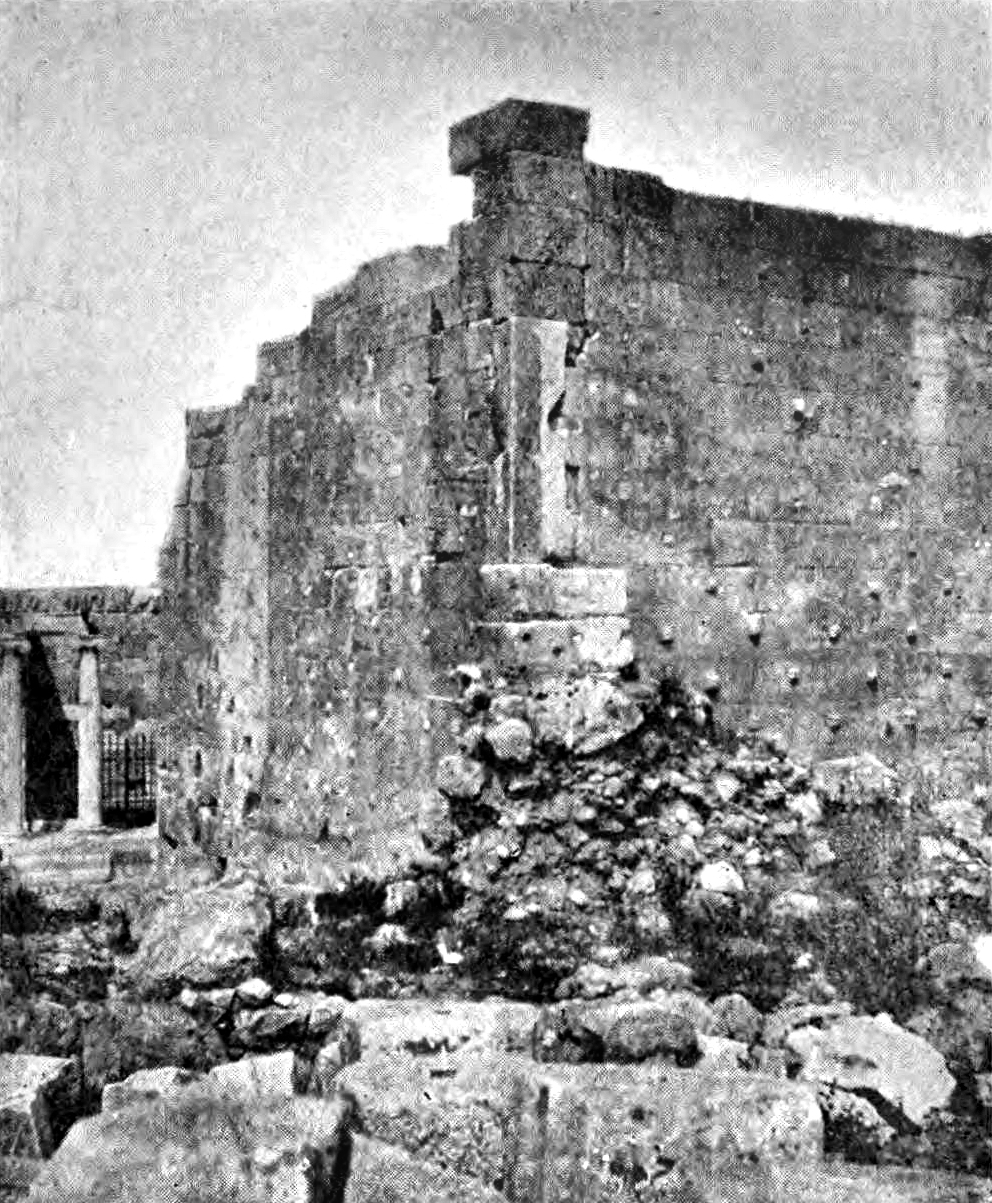
Ala sudoeste de los Propileos de Atenas y muro de los pelasgos.

La Crónica de Paros (Χρονικὸν Πάριον), menciona que los atenienses expulsaron a los pisistrátidas del  "Pelasgikon teichos". Heródoto relata que antes de la expulsión de los pelasgos del Ática, el terreno bajo el monte Himeto les había sido dado como lugar de residencia en recompensa por la muralla que se había construido alrededor de la Acrópolis.
Se dice que fue construida por los pelasgos, durante el siglo XIII a. C. todavía quedan algunos restos de esta muralla en la Atenas moderna. Se cree que el muro tenía un grosor de 6 metros, según los restos arqueológicos del sitio.